# 27ª edizione dei Directors Guild of America Award
La 27ª edizione dei Directors Guild of America Award si è tenuta nel corso del 1975 e ha premiato il migliore regista cinematografico e i migliori registi televisivi del 1974.

## Cinema
- Francis Ford Coppola – Il padrino - Parte II (The Godfather Part II)
- Francis Ford Coppola – La conversazione (The Conversation)
- Bob Fosse – Lenny
- Sidney Lumet – Assassinio sull'Orient Express (Murder on the Orient Express)
- Roman Polański – Chinatown

## Televisione

### Serie drammatiche
- David Friedkin – Kojak per l'episodio Per amore di Lisa (Cross Your Heart and Hope to Die)
- Corey Allen – Le strade di San Francisco (The Streets of San Francisco) per l'episodio Grida d'aiuto (Cry Help!)
- Harry Falk – Le strade di San Francisco (The Streets of San Francisco) per l'episodio Maschera di morte (Mask of Death)

### Serie commedia
- Hy Averback – M*A*S*H per l'episodio Unanime alcolizzati (Alcoholics Unanimous)
- Robert Moore – Rhoda per gli episodi Rhoda's Wedding: Part 1 e Rhoda's Wedding: Part 2
- Jay Sandrich – Mary Tyler Moore per l'episodio Will Mary Richards Go to Jail?

### Miniserie e film tv
- John Korty – Autobiografia di Miss Jane Pittman (The Autobiography of Miss Jane Pittman)
- Tom Gries – QB VII
- Lamont Johnson – The Execution of Private Slovik

### Trasmissioni musicali e d'intrattenimento
- Roger Englander – What Makes a Gershwin Tune a Gershwin Tune?
- Art Fisher – The Sonny & Cher Comedy Hour
- Nicholas Vanoff – The Perry Como Christmas Show

### Documentari e news
- Bill Foster – The American Film Institute Salute to James Cagney
- Arthur Bloom – 60 Minutes
- Charles Braverman – David Hartman: Birth & Babies

### Migliore regista televisivo dell'anno
- John Korty

## Premi speciali

### Premio per il membro onorario
- Lew Wasserman